# بطولة العالم لسباق الدراجات على الطريق 1990
بطولة العالم لسباق الدراجات على الطريق 1990 هي الدورة ال63 من بطولة العالم لسباق الدراجات على الطريق، أجريت في أوتسونوميا (توتشيغي)، اليابان.

## برنامج المسابقات
رجال
- سباق الطريق ضد الساعة.
- سباق الطريق ضد الساعة للفرق.

سيدات
- سباق الطريق المداري.
- سباق الطريق المداري للفرق.

شبان
- سباق الطريق المداري للشبان.

شابات
- سباق الطريق المداري للشابات.

## النتائج النهائية
| المسابقة              | ذهبية                      | فضية                            | برونزية                    |
| --------------------- | -------------------------- | ------------------------------- | -------------------------- |
| الرجال                |                            |                                 |                            |
| سباق الطريق ضد الساعة | Rudy Dhaenens (بلجيكا)     | ديرك دي وولف (بلجيكا)           | جياني بونيو (إيطاليا)      |
| الفريق البطل          | الاتحاد السوفيتي           | ألمانيا الشرقية                 | ألمانيا الغربية            |
| شبان                  |                            |                                 |                            |
| سباق الطريق المداري   | Marco Serpellini (إيطاليا) | Igor Dziouba (روسيا)            | بوجدان فينك (سلوفينيا)     |
| شابات                 |                            |                                 |                            |
| سباق الطريق المداري   | Ina-Yoko Teutenberg ‏ (RFA) | جيسيكا غريكو (الولايات المتحدة) | Danielle Overgaag (هولندا) |